# Dronedarona
Dronedarona (Multaq®) es un fármaco antiarrítmico para el tratamiento de los trastornos del ritmo cardíaco. 
Gracias a los resultados del estudio ATHENA, en julio de 2009 dronedarona ha sido aprobada por la Food and Drug Administration (FDA) estadounidense para el tratamiento de la fibrilación auricular y el flúter auricular. Dronedarona es el primer antiarrítmico autorizado con efectos clínicos beneficiosos de reducción de las hospitalizaciones por causa cardiovascular en pacientes con fibrilación auricular (paroxística o intermitente) o flúter auricular. El lanzamiento comercial está previsto para el verano de 2009. En Europa, hay un expediente de registro en fase de revisión administrativa por parte de la Agencia Europea de Medicamentos (EMEA). 

## Bioquímica
Desde el punto de vista químico, es un derivado del benzofurano relacionado con amiodarona, un popular antiarrítmico cuyo uso se encuentra limitado por la toxicidad producida por su elevado contenido en yodo (fibrosis pulmonar, enfermedad tiroidea) y por el riesgo de enfermedad hepática. Dronedarona carece de yodo y cabe prever que tenga una menor toxicidad, aunque tanto in vitro como en estudios clínicos presenta una actividad antiarrítmica de clase III parecida a la de amiodarona.

## Farmacocinética
Dronedarona es menos lipófila que amiodarona, presenta un volumen de distribución mucho más pequeño y tiene una semivida de eliminación de 24 horas, lo que contrasta con la semivida de varias semanas de amiodarona. Debido a estas características farmacocinéticas, la pauta posológica de dronedarona sea probablemente más sencilla  que la de amiodarona.

## Estudios clínicos
El estudio EURIDIS/ADONIS realizado en pacientes con fibrilación auricular y  publicado en 2007, dronedarona fue significativamente más eficaz que placebo a la hora de mantener el ritmo sinusal y no se observaron diferencias en la función pulmonar ni tiroidea a corto plazo. Un estudio en pacientes con insuficiencia cardiaca descompensada se tuvo que interrumpir porque un análisis provisional reveló un posible aumento de las muertes por insuficiencia cardíaca.
El estudio ATHENA, el estudio más amplio y reciente en el contexto de la fibrilación auricular, dronedarona fue significativamente más eficaz que el placebo a la hora de reducir la variable de análisis combinada de primera hospitalización por episodios cardiovasculares o muerte. Los pacientes que recibieron dronedarona de forma aleatoria presentaron más probabilidades de desarrollar bradicardia y prolongación del intervalo QT (aunque sólo se produjo un caso de torsades de pointes). Otros efectos como náuseas, diarrea, exantema y elevación de la creatinina también fueron más frecuentes en el grupo de la dronedarona.

## Información regulatoria
En 2005 se presentó la solicitud de autorización de especialidad farmacéutica para dronedarona (Multaq®) y el 18 de marzo de 2009 el comité cardiorrenal asesor de la Food and Drug Administration (FDA) recomendó la autorización de Multaq®. El 1 de julio de 2009, la FDA aprobó Multaq® en comprimidos de 400 mg para reducir el riesgo de hospitalización por causa cardiovascular en pacientes con fibrilación auricular (FA) paroxística o persistente, o flúter auricular (FLA), que hayan tenido un episodio reciente de FA o de FLA y que presenten factores de riesgo cardiovascular asociados, se encuentren en ritmo sinusal o vayan a someterse a una cardioversión.
El estudio PALLAS en pacientes con fibrilación auricular permanente, tuvo que ser suspendido por razones de seguridad del fármaco. El ensayo PALLAS (2011) se detuvo por motivos de seguridad debido al hallazgo de que "la dronedarona aumentó las tasas de insuficiencia cardíaca, accidente cerebrovascular y muerte por causas cardiovasculares en pacientes con fibrilación auricular permanente que estaban en riesgo de sufrir eventos vasculares importantes". Posteriormente, la FDA agregó una advertencia de recuadro negro que indica que el riesgo de muerte, accidente cerebrovascular y hospitalización por insuficiencia cardíaca congestiva se duplicó en pacientes con fibrilación auricular permanente.